# 1-я смешанная авиационная дивизия
1-я смешанная авиационная дивизия — воинское соединение Вооружённых Сил СССР в Великой Отечественной войне.

## История
Дивизия сформирована 15.08.1940 на базе 27-й авиационной бригады в составе Ленинградского ВО.
В составе действующей армии с 22.06.1941 по 15.02.1942 года.
На 22.06.1941 года управление дивизии дислоцировалось в Мурманске. Части дивизии с 22.06.1941 года действовали в Заполярье, поддерживая с воздуха войска 14-й армии и прикрывая от воздушных налётов Мурманск, Кандалакшу и Кировскую железную дорогу.
15.02.1942 года расформирована, управление дивизии обращено на формирование Управления ВВС 14-й армии.

## Полное наименование
1-я смешанная авиационная дивизия

## Состав дивизии
На 22.06.1941 года
Управление — Мурманск
145-й истребительный авиационный полк — Шангуй
147-й истребительный авиационный полк — Мурмаши
10-й скоростной бомбардировочный авиационный полк — Сиверская
137-й скоростной бомбардировочный авиационный полк — Африканда

В разное время
- 145-й истребительный авиационный полк
- 147-й истребительный авиационный полк
- 152-й истребительный авиационный полк
- 137-й скоростной бомбардировочный авиационный полк

## Подчинение
| Дата            | Фронт (округ)               | Армия      | Корпус | Примечания                  |
| --------------- | --------------------------- | ---------- | ------ | --------------------------- |
| 22.06.1941 года | Ленинградский военный округ | 14-я армия | -      | c 24.06.1941 Северный фронт |
| 01.07.1941 года | Северный фронт              | 14-я армия | -      | -                           |
| 10.07.1941 года | Северный фронт              | 14-я армия | -      | -                           |
| 01.08.1941 года | Северный фронт              | 14-я армия | -      | -                           |
| 01.09.1941 года | Карельский фронт            | 14-я армия | -      | -                           |
| 01.10.1941 года | Карельский фронт            | 14-я армия | -      | -                           |
| 01.11.1941 года | Карельский фронт            | 14-я армия | -      | -                           |
| 01.12.1941 года | Карельский фронт            | 14-я армия | -      | -                           |
| 01.01.1942 года | Карельский фронт            | 14-я армия | -      | -                           |
| 01.02.1942 года | Карельский фронт            | 14-я армия | -      | -                           |

## Командиры
- Судец, Владимир Александрович, полковник, с 08.1940 по 11.1940
- Туркель, Иван Лукич, полковник, с января 1941 года по 01.08.1941 года[1][2]
- Головня, Михаил Михайлович[3], полковник, с 01.08.1941 по 15.02.1942